# Leptomitella
Leptomitella (RIGBY, 1986) è un genere fossile di spugne cornee del Cambriano inferiore e medio, rinvenuto nelle formazioni geologiche della Cina (Yunnan) e degli U.S.A. (Utah).

## Descrizione
Spugne marine di forma cilindrica o conica, con sottile parete dermale composta da un doppio strato di spicole di tipo monoassone.
Lo strato esterno era formato da sottili spicole inserite verticalmente, mentre quello interno era organizzato in fasci orizzontali di spicole con andamento spiralato.
Questo genere è simile a Paraleptomitella, ne differisce per la diversa struttura e organizzazione dello scheletro dermale.